# Haruder
Haruder var en germansk folkegruppe, der bliver nævnt for første gang i 58 f.v.t. af Julius Cæsar, i hans værk Kommentarer til gallerkrigen. De udgjorde da 24.000 af krigerne i alliance med Alemannerne, som krydsede Rhinen, grænsen mellem Romerriget og Germanien, under ledelse af Ariovistus. De tog del i en invasion af Gallien, og Ariovistus gjorde krav på en tredjedel af Gallien (den bedste del) til sine allierede harudere. Cæsar siger, at det ikke var germanerne, der angreb, fordi kloge koner mente, at de burde vente til næste nymåne, før de kunne gå i krig. Dette kan igen tyde på, at de er beslægtede med kimbrere. Alamannerne blev for øvrigt slået og drevet på flugt. Nogen blev i Belgien, nogen i Niedersachsen, og andre drog tilbage til Østjylland. Om det er samme stamme der grundlagde vikingetidens største danske by Arus (nutidens Aarhus) er usikkert, men anses som nærliggende da byen i udenlandske kilder benævnes som Harudes, Haurus, Haurusam og Arus. Senere under Harald Blåtands store udbygning af byens forsvarsværker, og på samtidige mønter fremstillet i byen, kaldes den for Aros.
Harz i Vesttyskland var beboet af harudere og det formodes, at alle stednavne i Harz med efterleddet -leben blev grundlagt af haruder.
I Geographia af Klaudios Ptolemaios' (Ca. år 90–168 e.v.t.) nævnes haruderne (græsk: Χαροῦδες) som en stamme bosat på østsiden af det moderne Jylland i Danmark.
Den svenske filologen Adolf Noreen (1854-1925) mente derimod, at Hardsyssel, den gamle betegnelsen for Vestjylland har sit navn efter denne folkegruppe (hvilket kan tyde på en forflytning fra øst til vest), og at de udvandrede fra Jylland til Norge før år 500 e.v.t. og bosatte sig i områderne omkring Hardanger og Bergen, i Hordaland kommune.
I Hordaland finder man også stednavne som Hordabø, Hordnes og Hordvik, som kan tyde på, at haruderne også har været bosat nord for Bergenshalvøen.
Der er megen usikkerhed blandt forskere, når det gælder haruderne. De kan have forflyttet sig fra Danmark til Norge, men det er også muligt, at de kan være kommet fra Norge til Danmark. På den anden side kan det også være tale om to forskellige folkegrupper med lignende navn, som har givet ophav til lignende stednavne. Værket Germania af Cornelius Tacitus (98 e.v.t.), der bliver anset for at være en vigtig kilde til forståelse af de forskellige germanske folkegrupper, nævner ikke haruderne, selv om andre folkegrupper i Danmark, Sverige, de baltiske lande, og muligvis samer er omtalt. Det er kun genetisk, at man kan sige med nogenlunde sikkerhed, at der er sket en befolkningsvandring fra Tyskland til Norge, siden nordmænd har en større genetisk lighed med tyskere, end svenskere og danskere har,  og også at det er snak om en germansk emigrering.

## Etymologi
Ordet "Hard", fx i "Hardsyssel" eller "Hardanger", og også "Harz" og "Harth", kommer af "Harud" (latin: Harudes), der betyder "skov" eller "skovdækket bjerg". Haruderne i "Harz" boede også angivelig i et skovdækket bjergområde. Så i alle tilfælde drejer det sig altså om et "skovfolk" eller "beboere af skovområder". Ordet "Hord" som i fx "Hordaland" (oldnordisk: hǫrð eller urgermansk: haruð) tolkes på samme måde af Adolf Noreen.